# エドゥアルト・ハンスリック

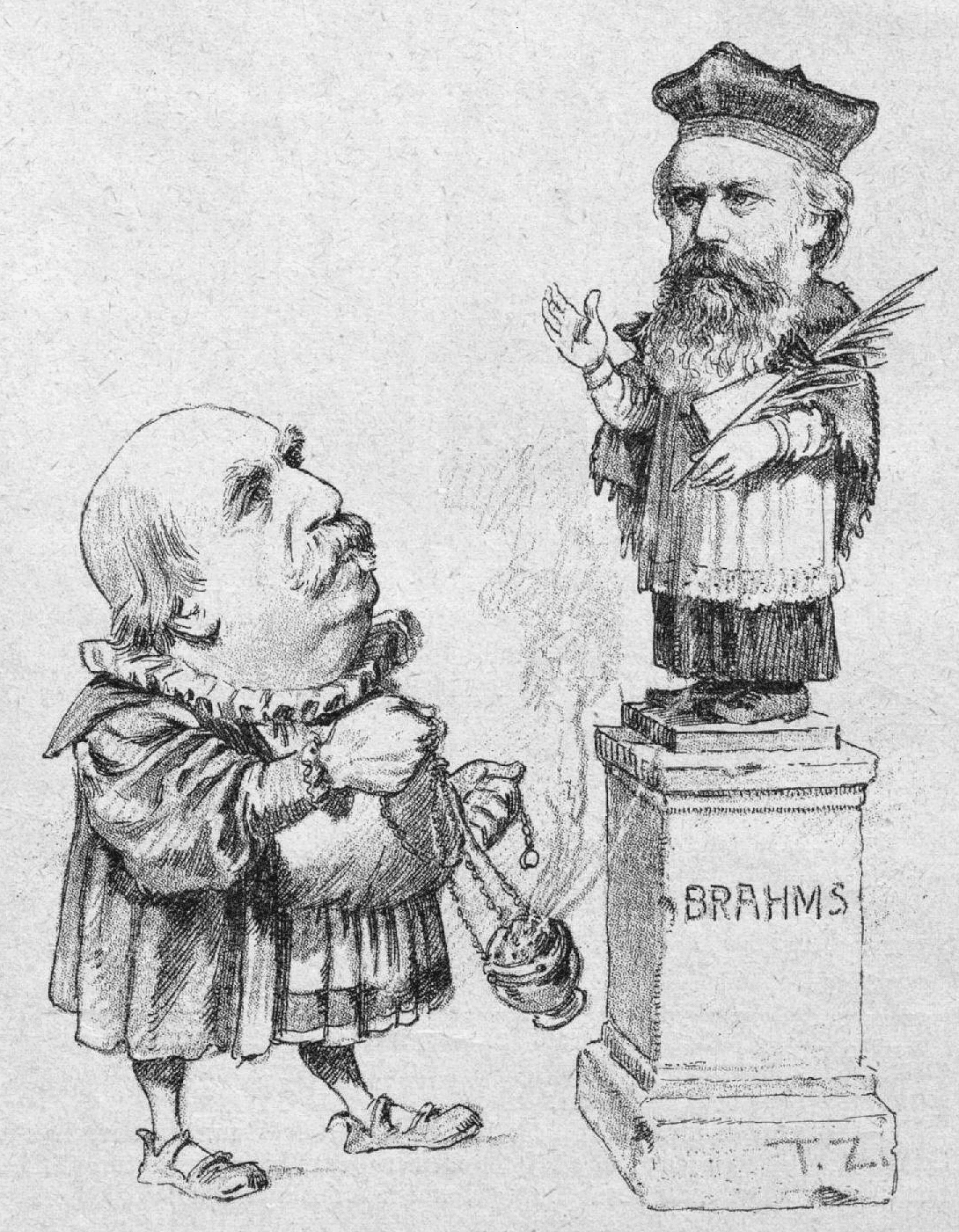
ハンスリックがブラームスの墓に参る。ハンスリックよりもブラームスのほうが早死してしまったことを描いている。雑誌『フィガロ』、1890年。

エドゥアルト・ハンスリック（Eduard Hanslick, 1825年9月11日 - 1904年8月6日）は、プラハに生まれウィーンで活躍した音楽評論家。リヒャルト・ワーグナーを痛烈に批判し、ヨハネス・ブラームスを支持した。主著に『音楽美について』（1854年、邦訳は末尾）があり、オペラは高揚的意図を持ってなされるために、音楽的美意識を損なわせていると、当時のオペラに対し批判を繰り返し、音楽の自律的価値基準の復活を主張した。また、一般的に絶対音楽擁護/標題音楽否定の人物として知られているが、『音楽美について』および彼の評論の多くには、そのようなイデオロギーを有していないことが確認できる。

## 経歴
ハンスリックは法学を学び、この分野で学位を得たが、趣味で古典派音楽を勉強し、次第に街の小さな新聞に音楽評論を書きはじめ、後に Wiener Allgemeine Musik-Zeitung や Neue freie Presse にも書くようになる。引退するまで Neue freie Presse での執筆を続けた。ウィーン大学において無給の講師となった後、教授の職に就き、名誉博士号を得た。ハンスリックはしばしば音楽コンテストで審査員を務めた。自伝を執筆した後引退したが、1904年8月6日にバーデン・バイ・ウィーンで死去するまで、その日に初演される最も重要な公演に関する記事を書いていた。
ハンスリックはブラームスの親しい友人として、ブラームスの音楽に影響を与えており、初回公演が行われる前に新曲を聴くことも多かった。ワーグナーは、自身の楽劇『ニュルンベルクのマイスタージンガー』においてハンスリックを無粋なニュルンベルク市の書記ベックメッサーという役のモデルとして仕立てた。

## ハンスリックにまつわる逸話
- ワーグナーを擁護したフランツ・リストが作曲した『ピアノ協奏曲第1番 変ホ長調』に対して、トライアングルが活躍するのをとらえて「トライアングル協奏曲」と揶揄したほか、同じくリストの『ピアノソナタ ロ短調』が作曲された当時、ハンスリックは「ロ短調ソナタは、いつもむなしく動いている天才の蒸気製粉機である。ほとんど演奏不可能な、音楽の暴力である。私はいまだかつて、支離滅裂な要素がこれほど抜け目なく厚かましくつなぎ合わされたものを聴いたことがなかった。…この作品を聴いて、しかもなかなかの曲だと思うような人は、もうどうすることもできない。」（Neue freie Presse 1881年2月28日付）と新聞で酷評している。

- アントン・ブルックナーもワーグナーを信奉していたために、絶えずハンスリックの攻撃にさらされた。たまりかねたブルックナーは、オーストリア皇帝フランツ・ヨーゼフ1世に拝謁する機会があったとき、「陛下、ハンスリックが私の悪口を新聞に書くのをやめさせて下さい」と懇願したという。

- ピョートル・チャイコフスキーの音楽に対しても批判的であった。チャイコフスキーの『ヴァイオリン協奏曲 ニ長調』のウィーン初演を聴いたハンスリックは「悪臭を放つ音楽」と酷評した。

- ハンスリックはブラームスの音楽を評価し支持していたが、ブラームスの方は「ハンスリックの書いたものを読むと、実は彼は私の音楽を理解していないのではないかと思ってしまう」という趣旨のコメントを残してもいる。また、ブラームスやブラームスに近いアントニン・ドヴォルザークらを擁護する一方、ワーグナーと「ワグネリアン」と称されるワーグナーに近いと目された人物には徹底的な批判を加えた。しかし、批判する相手の曲については、初演前に楽譜を入手して予習したり、演奏の途中に退席したように見せかけながら別室で最後まで聴いていたりなど、相当に研究していたようである。現在残されている批評文の指摘には、現在に通用するものも少なくはない。

- ハンスリックは、グスタフ・マーラーがコンクールに応募したカンタータ『嘆きの歌』を落選させたのだが、マーラーが補筆完成させたカール・マリア・フォン・ウェーバーのオペラ『3人のピント』を聴いた際には、「否定のない器用さと、オーケストラに対する優れたセンス」をマーラーが持っているとし、マーラーの歌曲に対しても「極めて繊細な神経と卓越した技法によって完成されている」と評価している（ただし、作曲家ではなく指揮者としての方のマーラーを高く評価していた）。

- リヒャルト・シュトラウスの交響詩『死と変容』のウィーン初演を聴いた後（この時点ではシュトラウスはオペラを未だ1つも発表していない）、「シュトラウスの才能のあり方は音楽劇への道を指し示している」と記し、その後のシュトラウスがオペラに傾いて行く事を暗示していたが、実際その通りになった。

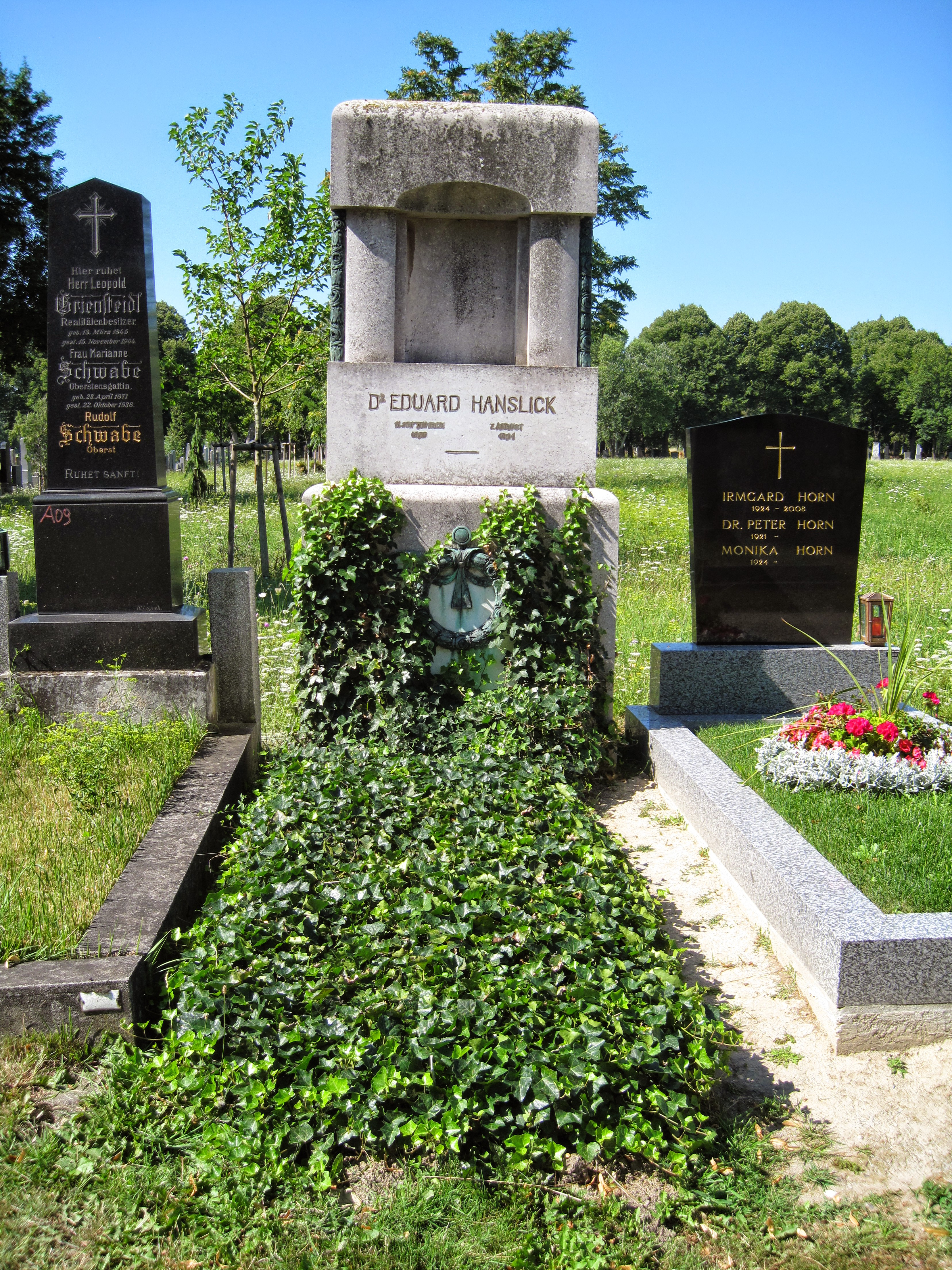
墓、ウィーン中央墓地。

- 墓、ウィーン中央墓地。ハンスリックの母方はユダヤ人の家系だった[1]が、ワーグナーに対する批判を彼の反ユダヤ主義に対しての単なる反感と受け取られることを嫌ったハンスリックは、自分にはユダヤ人の血は流れていないと虚偽の申し立てをした。

## ギャラリー

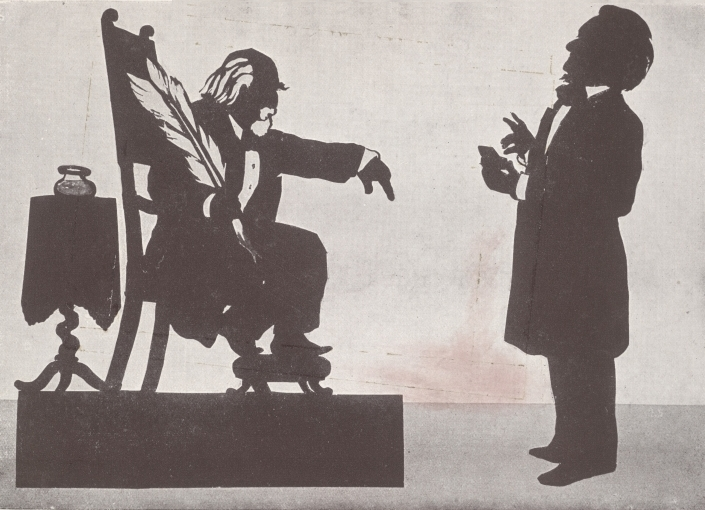
ハンスリックがワーグナーを批判する、オットー・ベーラー（Otto Böhler,1847–1913）画。
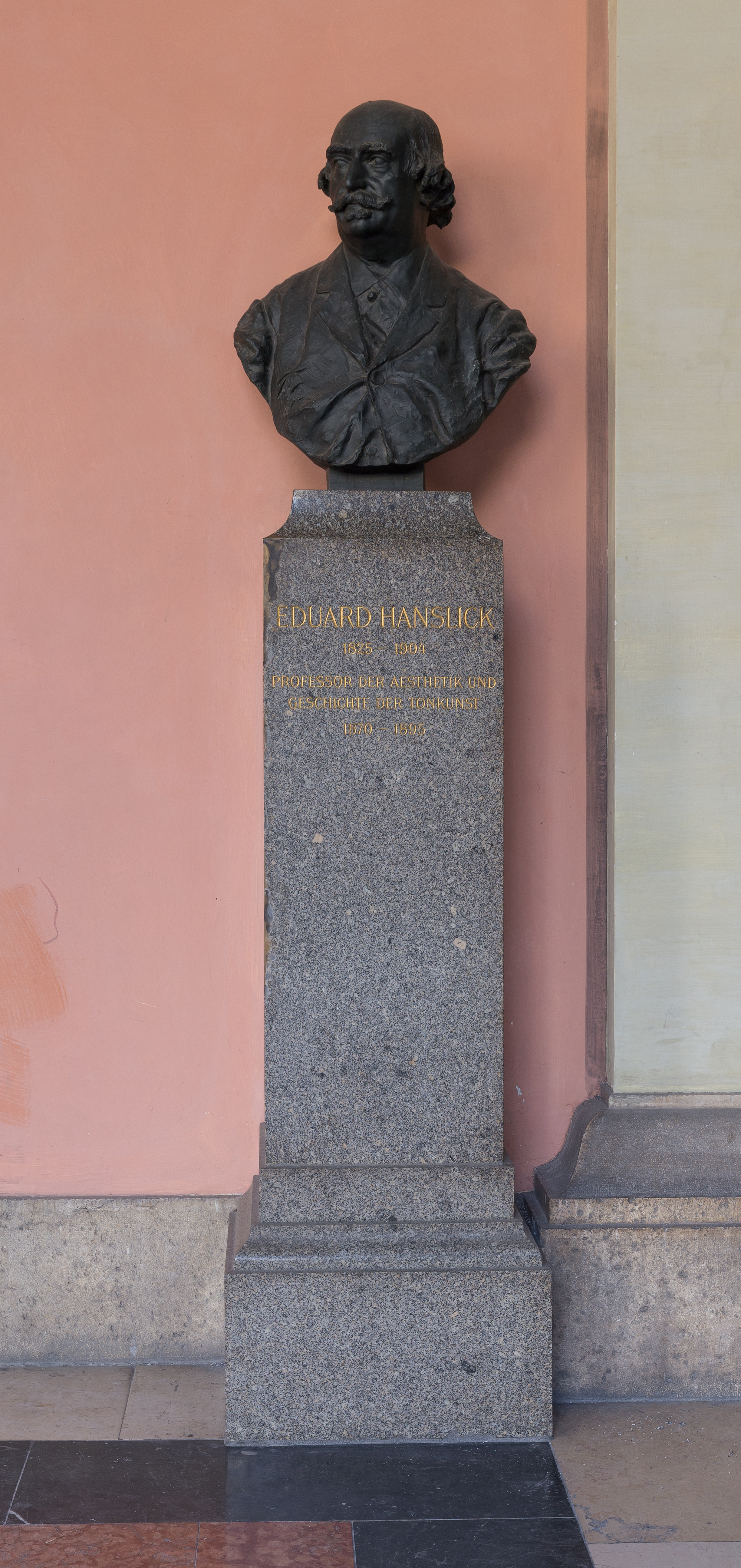
ウィーン大学内にある胸像

## 著書
- 『音楽美論』岩波文庫 青 503-1 渡辺護 訳 岩波書店 ISBN 4003350316